# Lucas Sebastián Haedo
Lucas Sebastián Haedo (Chascomús, Buenos Aires, 18 de abril de 1983) es un exciclista profesional argentino. Su hermano mayor Juan José también fue ciclista profesional y ambos son hijos de Juan Carlos Haedo, exciclista argentino de las décadas del 70 y 80. Actualmente es presentador del canal de ciclismo en español en YouTube GCN en español.

## Trayectoria
Especialista en el esprint, corrió en su época de aficionado al mismo tiempo en carreras de América del Sur y España. Ganó dos etapas de la Vuelta a León en 2005 y se unió al año siguiente al equipo estadounidense Rock Racing donde sólo estuvo unos pocos meses hacia finales de año. En 2007 firmó con el equipo de Colavita-Sutter Home presented by Cooking Light, con el que ganó la U.S. Air Force Cycling Classic imponiéndose a los ciclistas Kyle Wamsley y Alex Candelario.
En 2009 ganó la segunda etapa del Tour de San Luis, con final de montaña en el Mirador del Potrero, al imponerse a sus compañeros de escapada Magno Nazaret do Prado y Alfredo Lucero. Llevó el maillot de líder de la clasificación general un día, pero lo cedió en beneficio de Lucero, quien ganó la clasificación general final. Durante esa temporada, obtuvo varios lugares de honor en las etapas sprint del Tour de California y del Tour de Misuri.
En el año 2010 se integró al equipo danés Saxo Bank Sungard donde ya se encontraba su hermano Juan José. Allí se desempeñó mayormente como lanzador.

### Temporada 2011
Sebastián perdió gran parte de la temporada cuando tuvo que abandonar la París-Niza luego de ser atropellado por una moto. Al momento que pudo recuperarse no había suficientes carreras para que pueda retomar ritmo de competencia.
Participó del Campeonato Mundial de Ciclismo en Ruta en donde debía asistir a su capitán y hermano, Juan José, pero nuevamente sufrió una caída que le impidió terminar la prueba.
El 5 de diciembre de 2018 anunció su retirada del ciclismo tras doce temporadas como profesional y con 35 años de edad.

## Palmarés
2007
- 1 etapa de la International Cycling Classic

2008
- U.S. Air Force Classic

2009
- 1 etapa del Tour de San Luis
- 1 etapa del Tour de Elk Grove

2014
- 1 etapa del Tour de Tailandia

2015
- 1 etapa del Tour de Gila

2016
- 1 etapa de la Joe Martin Stage Race
- 2 etapas de la Vuelta a Colombia

2017
- 1 etapa de la Joe Martin Stage Race

## Resultados en Grandes Vueltas y Campeonatos del Mundo
| Carrera         | Carrera         | 2008 | 2009 | 2010  | 2011  | 2012  | 2013  | 2014 | 2015 | 2016 | 2017 | 2018 |
| --------------- | --------------- | ---- | ---- | ----- | ----- | ----- | ----- | ---- | ---- | ---- | ---- | ---- |
|                 | Giro de Italia  | —    | —    | 128.º | —     | 128.º | —     | —    | —    | —    | —    | —    |
|                 | Tour de Francia | —    | —    | —     | —     | —     | —     | —    | —    | —    | —    | —    |
|                 | Vuelta a España | —    | —    | —     | —     | —     | 139.º | —    | —    | —    | —    | —    |
| Mundial en Ruta | Mundial en Ruta | —    | —    | Ab.   | 132.º | —     | —     | —    | —    | —    | —    | —    |

—: no participa

Ab.: abandono